# Vilademuls
Vilademuls é um município da Espanha na comarca de Pla de l'Estany, província de Girona, comunidade autónoma da Catalunha. Tem 61,1 km² de área e em 2021 tinha 835 habitantes (densidade: 13,7 hab./km²).

## Demografia
| Variação demográfica do município entre 1991 e 2004[carece de fontes?] | Variação demográfica do município entre 1991 e 2004[carece de fontes?] | Variação demográfica do município entre 1991 e 2004[carece de fontes?] | Variação demográfica do município entre 1991 e 2004[carece de fontes?] |
| ---------------------------------------------------------------------- | ---------------------------------------------------------------------- | ---------------------------------------------------------------------- | ---------------------------------------------------------------------- |
| 1991                                                                   | 1996                                                                   | 2001                                                                   | 2004                                                                   |
| 755                                                                    | 751                                                                    | 723                                                                    | 769                                                                    |